# 東南季風
東南季風，屬季風亞洲中的一個季風。盛行于一带，為风向東南的夏季季风。亞洲內陸於夏季時，地面接受太陽熱量後，溫度迅速增高，形成一廣大的低壓區，使得太平洋上之空氣吹向陸地，這種氣流在亞洲被稱為「東南季風」。